# Бирон (Приморски Шарант)
Бирон (фр. Biron) насеље је и општина у западној Француској у региону Поату-Шарант, у департману Приморски Шарант која припада префектури Сент.
По подацима из 2011. године у општини је живело 231 становника, а густина насељености је износила 26,52 становника/km². Општина се простире на површини од 8,71 km². Налази се на средњој надморској висини од 42 метара (максималној 81 m, а минималној 15 m).

## Демографија
| 1962. | 1968. | 1975. | 1982. | 1990. | 1999. | 2011. |
| ----- | ----- | ----- | ----- | ----- | ----- | ----- |
| 213   | 219   | 208   | 190   | 249   | 233   | 231   |

График промене броја становника у току последњих година